# Ізюмська міська територіальна громада
Ізюмська міська об'єднана територіальна громада — об'єднана територіальна громада в Україні, на територіях Ізюмської міськради та Ізюмського району Харківської області. Адміністративний центр — місто Ізюм.
Утворена 7 червня 2019 року шляхом приєднання Кам'янської сільської ради Ізюмського району до Ізюмської міської ради обласного значення.
Відповідно до Закону України «Про внесення змін до Закону України „Про добровільне об'єднання територіальних громад“ щодо добровільного приєднання територіальних громад сіл, селищ до територіальних громад міст республіканського Автономної Республіки Крим, обласного значення» громади, утворені внаслідок приєднання суміжних громад до міст обласного значення, визнаються спроможними і не потребують проведення виборів.

## Історія
12 червня 2020 року до Ізюмської міської громади було приєднано також Левківську та частину Бригадирівської (у складі с. Бригадирівка, Бабенкове та Федорівка) сільських рад Ізюмського району Харківської області

## Населені пункти
До складу громади входять місто Ізюм і 15 сіл: Бригадирівка, Бабенкове, Глинське, Забавне, Іванівка, Іскра, Кам'янка, Крамарівка, Левківка, Пимонівка, Рудневе, Синичине, Суха Кам'янка, Тихоцьке та Федорівка.